# Col de Riedmatten
Koordinaten: 46° 1′ N, 7° 26′ O; CH1903: 599545 / 96289

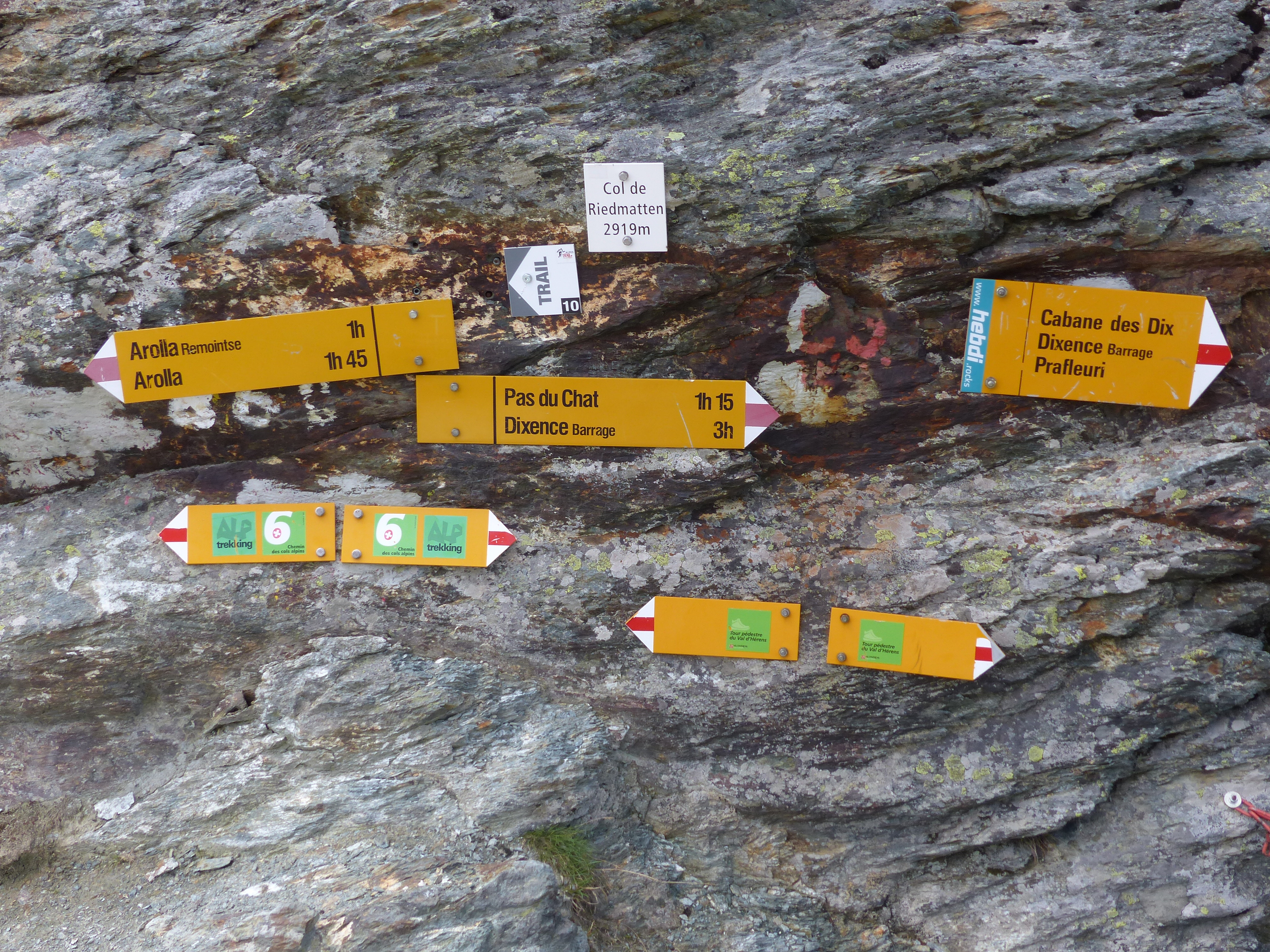
Wegweiser auf dem Col de Riedmatten

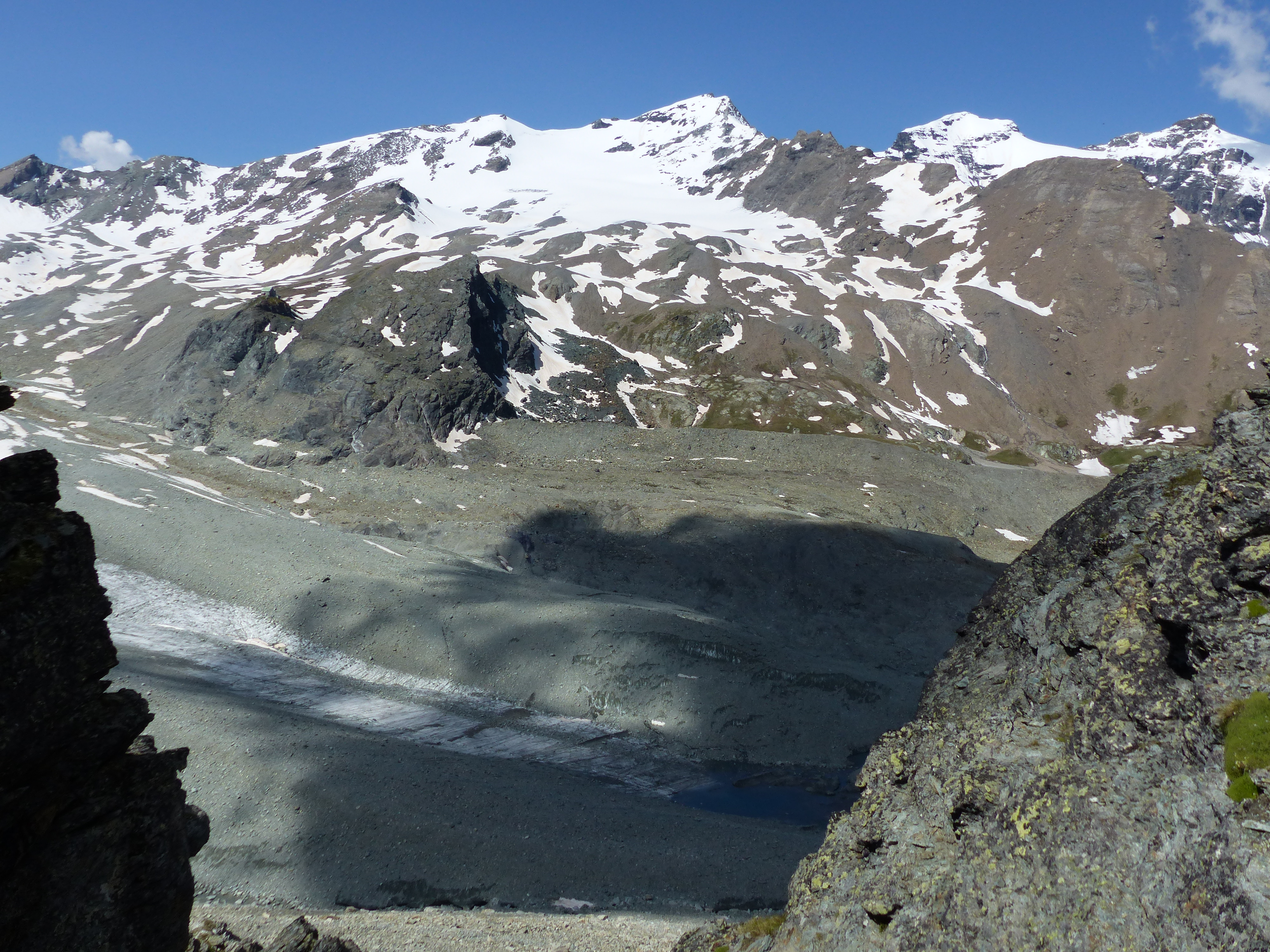
Blick vom Col de Riedmatten auf den Glacier de Cheilon und zur Cabane des Dix

Der Col de Riedmatten (deutsch Riedmattenpass) ist ein nur zu Fuss erreichbarer Gebirgspass (2918 m ü. M.) im Kanton Wallis in der Schweiz. Er verbindet das Val d’Arolla mit dem Val des Dix und liegt zwischen der Tête Rocheuse (Felskopf, Pointe des Deux Cols, 2943 m ü. M., im Süden) und den Monts Rouges (im Norden).
Nur ca. 250 m südlich, hinter der Tête Rocheuse, liegt der Gebirgspass Pas de Chèvres (2854 m ü. M.), der die gleichen Täler verbindet und ebenfalls mit einem Bergwanderweg erschlossen ist.
Der Col de Riedmatten ist auf beiden Talseiten recht steil und ausgesetzt, im Gegensatz zum Pas de Chèvres müssen zur Überwindung des Passes jedoch keine Leitern erklommen werden.
Im Winter führt die Route des Skitourenrennens Patrouille des Glaciers über diesen Pass.